# SNK Corporation
SNK Corporation (яп. 株式会社SNK кабусики-гайся эсу эну кэй) или просто SNK — преемник японской компании, занимавшейся разработкой и производством электронных игровых систем, телевизоров, телефонов и видеоигр.

## История

### Основание компании
Компания «SNK» (сокращение от «Shin Nihon Kikaku», что означает «строй-проект новой Японии», «новая Япония») создавалась как независимый разработчик и производитель электроники и программного обеспечения, в условиях растущей популярности видеоигр быстро переориентировала свою деятельность исключительно на разработку и производство электронных игровых автоматов и видеоигр. Компания была основана в 1978 году, в городе Осака, Япония. Основал компанию Кавасаки Эйкити (Kawasaki Eikichi). В 1979 году компания представила свою первую видеоигру и одноименный игровой автомат — «Ozma Wars».

### Образование американских отделений
Продолжая разработку и производство игровых автоматов, видеоигр и телевизоров, в стремлении расширить рынок сбыта, компания вышла на американский рынок. Представительство в США было открыто в 1981 году. Отделение получило название «SNK Corporation of America», находилось в городе Саннивейл (Sunnyvale), штат Калифорния. Возглавил его Джон Роу (John Rowe).
К середине 80-х годов компания выпустила более 20 видеоигр и одноименных игровых автомата, а также 5 телевизоров, которые идентичны на телевизоры Panasonic, полностью игнорируя рынок домашних электронных игровых систем. Причиной этому был общий и затяжной кризис на рынке домашних игровых систем. Но благодаря усилиям компании «Nintendo» этот кризис был преодолен. В этих условиях компания SNK приняла решение, о создании отделения, которое будет ориентировано исключительно на разработку оригинальных видеоигр для домашних игровых систем, а также портирование видеоигр с игровых автоматов на домашние игровые системы. Отделение было открыто в 1985 году, получило название «SNK Home Entertainment», находилось в городе Торранс (штат Калифорния). Благодаря усилиям «SNK Home Entertainment», например, в 1986 году видеоигра «Ikari Warriors» с одноименного игрового автомата была портирована на следующие домашние электронные системы: «Atari 2600», «Atari 7800», «Commodore 64», «Commodore Amiga» и «NES».

### «Neo-Geo Multi-Video System» и «Neo-Geo Advanced Entertainment System»
В конце 80-х годов компания бурно развивалась, но наметились кризисные явления в индустрии игровых автоматов, основной сфере деятельности компании «SNK». Причин этому было несколько. Главные причины — появление нового поколения игровых приставок и динамическое развитие видеоигр. Игровые автоматы стоили дорого, интерес игроков к ним падал, потенциальные игроки находили достойную альтернативу в игровых приставках. При этом игровой автомат поддерживал только конкретную игру, разрабатывался для неё, необходимость замены видеоигры на игровом автомате приводила к необходимости замены самого автомата — покупке нового. В этих условиях игровой автомат просто не успевал окупить собственную стоимость, как следствие залы игровых автоматов закрывались, а их владельцы разорялись. Решение этой проблемы «SNK» видела в создании игрового автомата нового поколения, способного поддерживать несколько игр одновременно, с возможностью их последующей замены. В 1988 году началась разработка такого игрового автомата. Первый игровой автомат с возможностью поддержки нескольких игр одновременно и сменных картриджей появился в 1989 году, назывался он «Neo-Geo Multi-Video System» («Neo-Geo MVS»). Новый игровой автомат был по достоинству оценен и получил широкое распространение — стал популярным.
Достигнутых успехов руководству «SNK» оказалось мало, было принято решение создать собственную домашнюю игровую систему. В 1991 году компанией была выпущена игровая приставка «Neo-Geo Advanced Entertainment System» («Neo-Geo AES»). Технически игровая приставка была идентична игровому автомату «Neo-Geo MVS». Игры переносились с игрового автомата на приставку, хотя существовали незначительные конструктивные отличия картриджей для систем. Картриджи для «Neo-Geo AES» обычно включали две версии игры: версию для игрового автомата и версию для игровой приставки, в которую были внесены некоторые изменения, определяемые, в основном, различием специфик игры на автомате и приставке. Например, вместо необходимости бросать жетоны, для добавления кредитов, возможностей продолжения игры, в версии для приставки вводилось просто ограничение для числа продолжений. Приставка «Neo-Geo AES» была абсолютным лидером своего времени с технической точки зрения, единственной её проблемой была её цена — сама приставка и картриджи были очень дорогими. Приставка, являлась желанной для массы игроков, но так и не стала массовой.

### «Neo-Geo CD», «Hyper Neo-Geo 64» и «Neo-Geo Pocket»
Начало 90-х годов было лучшим временем для «SNK». Игровые системы компании не были массовыми, но никто не оспаривал того, что они были лучшими. Удовлетворенная, статусом компании производящей элитарную продукцию, SNK почивала на лаврах. Именно в этой ситуации началось падение компании, завершившееся не только утратой статуса технического лидера, но и полным экономическим фиаско — банкротством. В то время как другие представители игровой индустрии шли к планомерному переходу от двухмерных видеоигр к трехмерным «SNK» почему-то медлила. На фоне новых игровых систем от компаний «Panasonic», «Sega», «Sony» и даже консервативной «Nintendo», SNK оставалась верной традиционной, двухмерной графике. В 1994 году компания выпустила модернизированную версию игровой приставки «Neo-Geo AES» — «Neo-Geo CD». Главным отличием новой игровой приставки было наличие привода для чтения компакт-дисков. Цена приставки оставалась достаточно высокой, но стоимость игр для неё стала значительно ниже. При том, что «Neo Geo CD» получила достаточно широкое распространение, в ней был ряд недостатков, главным из которых являлся CD-привод. Скорость чтения дисков была низкой и длительное ожидание загрузок игр быстро утомляло. Исправить этот недочет должна была модернизированная версия «Neo Geo CD», которая появилась в продаже в 1995 году, называлась она «Neo-Geo CD (Z)». Скорость чтения с диска была увеличена в два раза, но было уже слишком поздно что-либо менять в старой игровой системе, балом теперь правили технически более совершенные игровые приставки нового поколения. Через три года после начала продаж производство «Neo-Geo CD (Z)» было остановлено. Игровая приставка «Neo-Geo CD» была первым провалом «SNK», не столько с коммерческой точки зрения, сколько с технической. Хроническая техническая отсталость продукции стала характерной чертой для компании, в период второй половины 90-х годов.
Руководство компании было обеспокоено проблемой технического отставания игровых систем, игровые системы конкурентов совершенствовались, нужно было что-то менять. В 1997 году компания представила новую разработку — игровой автомат «Hyper Neo-Geo 64». На базе игрового автомата, планировалось выпустить игровую приставку, как в случае с «Neo-Geo MVS». Новый игровой автомат работал с трехмерной графикой, но к моменту своего появления, технически уже не только не обгонял игровые системы конкурентов, но даже уступал им. Для «Hyper Neo-Geo 64» вышло всего семь игр, это был очередной провал для «SNK».
В стремлении хоть как-то укрепиться на динамичном рынке игровой индустрии компания попыталась освоить новый, для себя, его сектор — сектор портативных электронных игровых систем. В 1998 году была выпущена портативная игровая система «Neo-Geo Pocket». Система имела чёрно-белый экран, а через два месяца, лидер в этом секторе рынка, компания «Nintendo» выпустила «Game Boy Color» с цветным экраном. В итоге новая игровая система от SNK оказался такой же технически устаревшей, как «Neo-Geo CD» и «Hyper Neo-Geo 64». Перед тем, как занавес опустился над SNK окончательно, компания успела выпустить в 1999 году хорошую игровую систему — модернизированную версию «Neo-Geo Pocket» — «Neo-Geo Pocket Color», которая превосходила «Game Boy Color» по своим возможностям. Начало продаж новой портативной системы обнадёживали, но по итогам года удалось занять лишь 2 % мирового рынка игровых портативных систем вместо ожидаемых 10 %.

### Банкротство
Дальнейшая деятельность, на «большом» рынке, руководством компании была признана коммерчески нецелесообразной. Компанию покинул её основатель и руководитель — Кавасаки Эйкити, была свернута деятельность по разработке игровых систем, а всякая активность сосредоточена в пределах Японии. Но на внутреннем японском рынке противопоставить конкурентам уже было нечего и компания «SNK» доживала свои дни, занималась портированием старых видеоигр на новые игровые системы и разработкой новых игр для своих старых систем. В 2000 году компания «SNK» была приобретена компанией «Aruze Corporation» («Aruze»), которая так же занималась производством и продажей игровых автоматов, но автоматов не электронных, а аналоговых. Ожидаемых инвестиций в деятельность, теперь уже отделения «SNK» не последовало. Вместо этого «Aruze» начала использовать торговые марки и интеллектуальную собственность «SNK» в собственных целях. Такая ситуация привела к тому, что представители «SNK» подали иск на компанию «Aruze». Иск был удовлетворен, а действия «Aruze» были признаны незаконными. «Aruze», в свою очередь, подала прошение о банкротстве для своего отделения «SNK». Долговые обязательства отделения «SNK» были значительными и продолжали расти, прошение было удовлетворено, отделение «SNK», компании «Aruze», было признано банкротом и закрыто, в 2001 году. Суд проходил в городе Осака — история «SNK» закончилась там же, где когда-то началась.

### Перерождение
30 октября 2001 г. SNK подала заявление о банкротстве и выставила на аукцион права интеллектуальной собственности на свои франшизы. Лицензии на производство техники, игр и права на разработку франшиз SNK были проданы нескольким другим компаниям. К ним относятся BrezzaSoft, которая выпустила франшизу The King of Fighters в период с 2001 по 2002 год, и Mega Enterprise, которая выпустила Metal Slug 4. Чтобы восстановить контроль над SNK, новая компания Кавасаки, Playmore, успешно подала заявку на получение прав интеллектуальной собственности SNK и 30 октября 2001 г. получила права на интеллектуальную собственность SNK. Затем компания начала укреплять свои активы и повторно нанимать бывших сотрудников SNK.
Чтобы восстановить свое присутствие на игровом рынке, Playmore приобрела BrezzaSoft и ее бывших разработчиков SNK, а также японского разработчика Neo Geo Noise Factory. Sun Amusement, японский дистрибьютор коммерческих игр, был приобретен SNK, чтобы предоставить компании точку распространения игровых автоматов в Японии. Международные офисы были открыты в Южной Корее, Гонконге и США под названием SNK NeoGeo для коммерческого, а затем и потребительского распространения электроники. Все приобретенные предприятия были объединены в SNK Playmore 7 июля 2003 г., когда Playmore восстановила права на использование названия SNK у Aruze. В том же году SNK приобрела ADK вскоре после того, как объявила о банкротстве. Ранее ADK была сторонней компанией, тесно связанной с SNK с конца 1980-х годов. Операции SNK Playmore в Японии уже во многом напоминали первоначальную компанию: в SNK работало много сотрудников, которые уволились после подачи заявления о банкротстве и заняли ее бывшее здание.

В октябре 2002 года Кавасаки подал в суд на Aruze за нарушение авторских прав, требуя возмещения ущерба в размере 6,2 миллиарда японских иен (49 446 510 долларов США). Он процитировал, что Aruze продолжал использовать интеллектуальную собственность SNK после того, как Playmore повторно приобрела их. Предварительное решение Окружного суда Осаки от января 2004 г. поддержало SNK Playmore, присудив ей 5,64 млрд иен (44 980 374 долл. США).